# سیارک ۲۱۶۳۷
سیارک ۲۱۶۳۷ (به انگلیسی: 21637 Ninahuffman، نامگذاری:1999NH36) بیست و یک هزار و ششصد و سی و هفتمین سیارک کشف شده‌است که در ۱۴ ژوئیه ۱۹۹۹ کشف شد.
قدر مطلق سیارک برابر ۱۰.۲ است.